# Friedrich Reeh

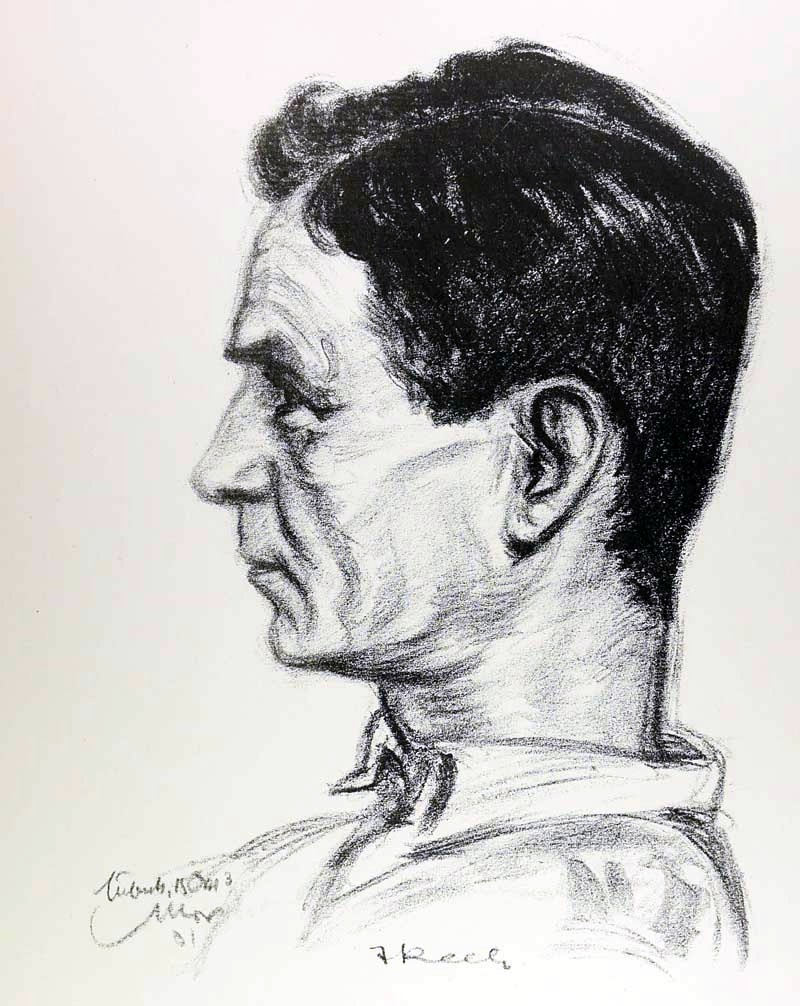
Emil Stumpp: Friedrich Reeh (1931)

Friedrich Julius Reeh (* 4. September 1890 in Finsternthal/Taunus; † 15. September 1965 in Lübeck) war Oberstudienrat in Lübeck und wurde Ende Mai 1945 zu deren kommissarischem Bürgermeister eingesetzt.

## Leben
Nach dem Abitur 1909 an der Oberrealschule in Dortmund studierte er von 1909 bis 1914 Germanistik, Anglistik und Französisch in Lüttich, London, Leipzig und Marburg. Seit 1916 war er Studienrat im Reformkollegium der Oberschule zum Dom unter ihrem Direktor Sebald Schwarz, später seit 1943 Oberstudienrat, von 1943 bis 1945 kommissarischer Schulleiter am Johanneum zu Lübeck und später dann wieder bis 1959 an der Oberschule zum Dom in Lübeck. Reeh war ab Juli 1933 Mitglied der SA und trat zum 1. Mai 1937 der NSDAP bei (Mitgliedsnummer 3.970.436).
Er war nach der Befreiung Lübecks durch die British Army am 2. Mai 1945 zunächst Dolmetscher der britischen Militärregierung und nach der Amtsenthebung von Bürgermeister Gerhard Schneider, in der Zeit vom 31. Mai 1945 bis zu seiner eigenen Abberufung am 28. September 1945 durch die britische Militärregierung kommissarischer Bürgermeister in Lübeck. Sein Nachfolger wurde der sozialdemokratische, (zunächst) kommissarische Oberbürgermeister Emil Helms. Reeh war 1945 rekonstituierendes Gründungsmitglied der Gesellschaft zur Beförderung gemeinnütziger Tätigkeit in Lübeck.
Friedrich Reeh war seit 1918 mit Johanna Reeh, geb. Tielmann, Tochter eines Direktors der Zeche Oespel in Dortmund, verheiratet und hatte einen 1943 als Oberleutnant zur See und 1. Wachoffizier auf U 442 gefallenen Sohn und zwei Töchter. Er war Autor mehrerer Schulbücher für Englisch und Französisch. Sein Nachlass befindet sich teilweise im Archiv der Hansestadt Lübeck.